# Бог малих ствари
Бог малих ствари (енгл. The God of Small Things) је роман који је написала индијска књижевница Арундати Рој (енгл. Arundhati Roy) 1997. године. То је њен први роман који јој је донео Букерову награду. Роман је почела да пише 1992. године, а завршила га је четири године касније 1996. Публикован је годину дана касније.

## О делу
Бог малих ствари је први роман индијске ауторке Арундати Рој. Писала ја је пуне  четири године. После тога није објавила ниједно дело Тек двадесет година касније је објавила друго дело Министарство неизмерне среће.
Прича се одвија у два временска интервала, 1969. и 1993. Приповедање није линеарно и често може да збуни читаоца. Главни актери су двојајчани близанци, девојчица Рахел и дечак Еста који имају по седам година када започиње прича. Прича делује као да је то истрага убиства девојчице Софи Мол у Ајеменему. Када је Софи Мол умрла, једини сведоци тог догађаја су били близанци, седмогодишњи брат и сестра. Ова трагедија је имала далекосежне последице. Мајка Аму са ћерком Рахел је морала да оде из породичне куће, син Еста је враћен код оца, Велута је претучен до смрти и потпуно неправедно осуђен. После двадесет три године су се близанци поново срели, али ништа није било као пре смрти њихове мале рођаке која је дошла из Лондона да проведе распуст са њима.

### Језик и стил писања
Језик и стил у роману су јединствени. Ауторка на мистичан и сензуалан начин дочарава атмосферу догађања. Она осликава речима које су натопљене бојама, мирисима, светлошћу, љубављу. Неке делове текста претвара у шаљиве прилоге иако су тужни. Најситнији детаљи се приказују што ствара посебну атмосферу у причи. Мале ствари су од изузетног значаја. Негде су описи у дугачким реченицама, а негде у кратким.
Књижевни стил Арундати Рој пореде са Фокнером и Дикенсом.

## Ликови
- Естапен, Еста, Елвис са локном, близанац, Рахелин брат.[2]
- Рахел, Естина сестра близнакиња.[2]
- Кочама Маргарет, мајка Софи Мол и бивша супруга Чака
- Чако, брат Аму, отац Софи Мол, бивши муж Кочаме Маргарет која му је била једина велика љубав и коју никад није престао да воли.
- Софи Мол, девојчица у мајци на којој је писао распуст, која је живела са мајком у Лондону.[7]
- Аму, мајка близанаца која гаји неизмерну љубав према својим близанцима, али је ипак строги родитељ. Разведена са двоје деце је била приморана да се врати у Индију, у Ајеменем. После смрти Софи Мол је отерана из породичне куће. Остала је са ћерком Рахелом, али је Есту, сина, послала оцу.
- Велута, параван, који припада другој касти у Индији. Младић који је умео све да поправи, направи од дрвета и пружао је направљене стварчице на отвореном длану да га нико не би додиривао. Он се заљубљује у Аму, али то је недозвољена љубав која ће имати далекосежне последице по живот сваког од јунака романа.
- Кочама Беба, Амина и Чакина тетка, баба тетка близанаца Есте и Рахеле. Она је млађа сестра деде близанаца.
- Мамачи, бака близанаца, мајка Аму и Чака. Бринула се о фабрици Рајска туршија и слатко.
- Папачи, деда близанаца, муж Мамачи који ју је стално тукао, па је имала дубоке ожиљке по глави. Тукао је и кћер Аму која се са мајком сакривала док га не прође бес.

## Награде
Године 1998. је роман добио Букерову награду.